# Burn Gorman
Burn Gorman (Hollywood, 1 september 1974) is een in de Verenigde Staten geboren Engelse acteur. Hij is bekend van zijn rol als de arts Owen Harper in de Britse sciencefictionserie Torchwood, de spin-off van Doctor Who en als William Guppy in het BBC-televisiedrama Bleak House, een bewerking van de roman van Charles Dickens.

## Biografie
Burn Gorman is in Californië geboren als zoon van Britse ouders. Zijn vader was professor in de Linguïstiek aan de University of California - Los Angeles (UCLA).
Het gezin heeft tot Gormans zevende jaar in de Verenigde Staten gewoond. Toen zijn oudere zussen oud genoeg waren om naar het voortgezet onderwijs te gaan, is het gezin naar Londen verhuisd. Deze verblijfplaats verklaart Gormans opvallend Londense accent.
Zijn jeugd verliep volgens Gorman enigszins onorthodox. Tot zijn 16e heeft hij in een commune geleefd en zijn vader was een hippie.
Burn Gorman behaalde in 1997 zijn BA (Hons) Hon in Theaterwetenschappen (acteren) aan de Manchester Metropolitan University. Hij wordt bij deze universiteit beschouwd als een vooraanstaand alumnus.
Gorman is getrouwd met Sarah en heeft twee kinderen. Tijdens de opnamen van de Torchwood-aflevering “Ghost Machine” is zijn zoon Max in 2006 in Cardiff geboren. Zijn dochter Nell is in 2009 geboren in Londen.

## Muziek
Muziek is voor Gorman, in vergelijking met acteren, een hobby.
Hij heeft op muziekpodia gestaan op diverse plaatsen in de wereld met onder anderen Neneh Cherry, Rodney P. en Groove Armada. Met The Streets werkte hij aan video’s. Hij was tevens BBC 1Xtra Human Beatbox Champion.

## Filmografie

### Films
- Love Is Not Enough - Al Weisberger (2001)
- Layer Cake - Gazza (2004)
- Colour Me Kubrick: A True...ish Story - Willie (2005)
- The Best Man - Buschauffeur (2005)
- Penelope - Larry (2006)
- Low Winter Sun - DC Kenny Morton (2006)
- Miss Marple: Ordeal By Innocence - Jacko Argyle (2007)
- Sex, the City and Me - Lawrence (2007)
- Fred Clause - Elf (2007)
- The Oxford Murders - Yuri Podorov (2008)
- The Curse of Steptoe - Ray Galton (2008)
- Wuthering Heights - Hindley Earnshaw (2009)
- Risen (VG) - Fincher/Brent/Dwight/Flavio/Tucker (stem Engelse versie, 2009)
- Cemetery Junction - Renwick (2010)
- Laid Off (2011) - Martin (2011)
- Johnny English Reborn - Slater (2011)
- Up There - Martin (2012)
- Red Lights - Benedict Cohen (2012)
- The Dark Knight Rises - Stryver (2012)
- Pacific Rim - Dr. Hermann Gottlieb (2013)
- Low Down - Wiggenhern (2014)
- Walking with the Enemy - Kolonel Skorzeny (2014)
- Alexander and the Terrible, Horrible, No Good, Very Bad Day - Mr. Brand (2014)
- Crimson Peak - Mr. Holly (2015)
- In a Valley of Violence - priester (2016)
- Pacific Rim Uprising - Dr. Hermann Gottlieb (2018)
- Enola Holmes - Linthorn (2020)
- Pinocchio - Priest (stem Engelse versie, 2022)
- The Hunger Games: The Ballad of Songbirds & Snakes - commandant Hoff (2023)
- Lift - Cormac (2024)
- Beetlejuice Beetlejuice - father Damien (2024)

### Televisie
- Coronation Street - Ben Andrews (3 afleveringen, 1998)
- Casualty - Geoff Simpson (1 aflevering, 2000)
- Mersey Beat - Sean Finnigan (1 aflevering, 2001)
- A Good Thief - DC Fairchild (2002)
- The Inspector Lynley Mysteries - Billy Verger (1 aflevering, 2005)
- Funland - Tim Timothy (3 afleveringen, 2005)
- Bleak House - William Guppy (11 afleveringen, 2005)
- Dalziel and Pascoe - Jerry Hart (1 aflevering, 2006)
- Torchwood - Dr. Owen Harper (26 afleveringen, 2006-2008)
- EastEnders - Jed (1 aflevering, 2007)
- Bonekickers - Major Banks (1 aflevering, 2008)
- Game of Thrones - Karl Tanner (4 afleveringen, 2014)
- Stan Lee's Lucky Man - Doug (3 afleveringen, 2016)

### Interviews
- Breakfast (2 afleveringen, 2009)
- Torchwood: Inside the Hub (2009) (TV)
- Torchwood Declassified (15 afleveringen, 2006-2008)
- Friday Night with Jonathan Ross (2006)

## Toneelrollen
- Princess Sharon - rol onbekend (Scarlet Theatre - Touring Theatre Company, 1997)
- A Christmas Carol - rol onbekend (Tron Theatre, Glasgow, 1997)
- Hidden Markings - rol onbekend (Contact Theatre, Manchester, 1998)
- Seagulls - rol onbekend (Scarlet Theatre -Touring Theatre Company, 1999)
- Shooting Stars and Other Heavenly Pursuits - rol onbekend (Old Red Lion Theatre, London, 2001)
- From Morning To Midnight - rol onbekend (English National Opera, 2001)
- Destination - The Writer (UK/ Spain Tour, 2001)
- Ethel and Ernest - Doctor, Raymond (Nottingham Playhouse, 2002)
- The Green Man - Greg (Bush Theatre and Plymouth Theatre Royal, 2003)
- Traffic and Weather - rol onbekend (Contact Theatre, Manchester, 2003)
- Ladybird - Slavik (Royal Court Theatre, London, 2004)
- Flush - Cupid (Soho Theatre, London, 2004)
- Gong Donkeys -Wink (Bush Theatre, 2004)
- War and Peace - Headless Soldier (Royal Court Theatre, London, 2008)
- Owners - rol onbekend (Royal Court Theatre, London, 2008)
- Oliver! - Bill Sikes (Theatre Royal, London, 2009)